# Palaeoworld
Palaeoworld est une revue scientifique à comité de lecture axée sur la recherche en paléontologie et en stratigraphie en Chine et dans ses environs.

## Description
Elle a été fondée en 1991 par l'Institut de géologie et de paléontologie de Nanjing de l'Académie chinoise des sciences (NIGPAS). La revue est publiée trimestriellement depuis 2006 ; avant 2006, elle ne respectait pas de calendrier de publication fixe.
La revue publie des articles de plusieurs domaines spécialisés relatifs à la paléobiologie et aux sciences de la terre, tels que : la taxonomie des fossiles ; la biostratigraphie, la chimiostratigraphie et la chronostratigraphie ; la biologie évolutive ; l'écologie évolutive ; la paléoécologie ; la paléoclimatologie ; et la paléontologie moléculaire.
Ses rédacteurs en chef sont Shuzhong Shen du State Key Laboratory of Palaeobiology and Stratigraphy du NIGPAS et Norman MacLeod du Natural History Museum de Londres.

## Accès hybride
L'accès ouvert est hybride.